# Kalliojärvi (sjö i Kajanaland, lat 64,20, long 28,27)
Kalliojärvi är en sjö i Finland. Den ligger i kommunen Sotkamo i landskapet Kajanaland, i den centrala delen av landet, 500 km norr om huvudstaden Helsingfors. Kalliojärvi ligger 165 meter över havet. Arean är 48,1 hektar och strandlinjen är 3,5 kilometer lång. Sjön  ingår i Uleälvens huvudavrinningsområde. 